# Reginald John Delargey
Reginald John Delargey (Timaru, 10 dicembre 1914 – Auckland, 29 gennaio 1979) è stato un cardinale neozelandese.

## Biografia
Nacque a Timaru il 10 dicembre 1914 ed era figlio unico.
In veste di Vescovo di Irina prese parte a tutte le quattro sessioni del Concilio Vaticano II.
Papa Paolo VI lo elevò al rango di cardinale nel concistoro del 24 maggio 1976.
Partecipò ai due conclavi del 1978 che elessero Giovanni Paolo I e Giovanni Paolo II.
Morì il 29 gennaio 1979 in un ospedale ad Auckland all'età di 64 anni per un cancro. È sepolto fuori Wellington vicino a Peter Thomas McKeefry, primo cardinale neozelandese.

## Genealogia episcopale e successione apostolica
La genealogia episcopale è:
- Cardinale Scipione Rebiba
- Cardinale Giulio Antonio Santorio
- Cardinale Girolamo Bernerio, O.P.
- Arcivescovo Galeazzo Sanvitale
- Cardinale Ludovico Ludovisi
- Cardinale Luigi Caetani
- Cardinale Ulderico Carpegna
- Cardinale Paluzzo Paluzzi Altieri Degli Albertoni
- Cardinale Gaspare Carpegna
- Cardinale Fabrizio Paolucci
- Cardinale Francesco Barberini
- Cardinale Annibale Albani
- Cardinale Federico Marcello Lante Montefeltro della Rovere
- Vescovo Charles Walmesley, O.S.B.
- Vescovo William Gibson
- Vescovo John Douglass
- Vescovo William Poynter
- Vescovo Thomas Penswick
- Vescovo John Briggs
- Arcivescovo William Bernard Ullathorne, O.S.B.
- Cardinale Henry Edward Manning
- Arcivescovo Francis Mary Redwood, S.M.
- Arcivescovo James Michael Liston
- Cardinale Reginald John Delargery

La successione apostolica è:
- Vescovo Hendrick Joseph Cornelius Maria de Cocq, SS.CC. (1964)